# Pauluskirche (Bremerhaven)

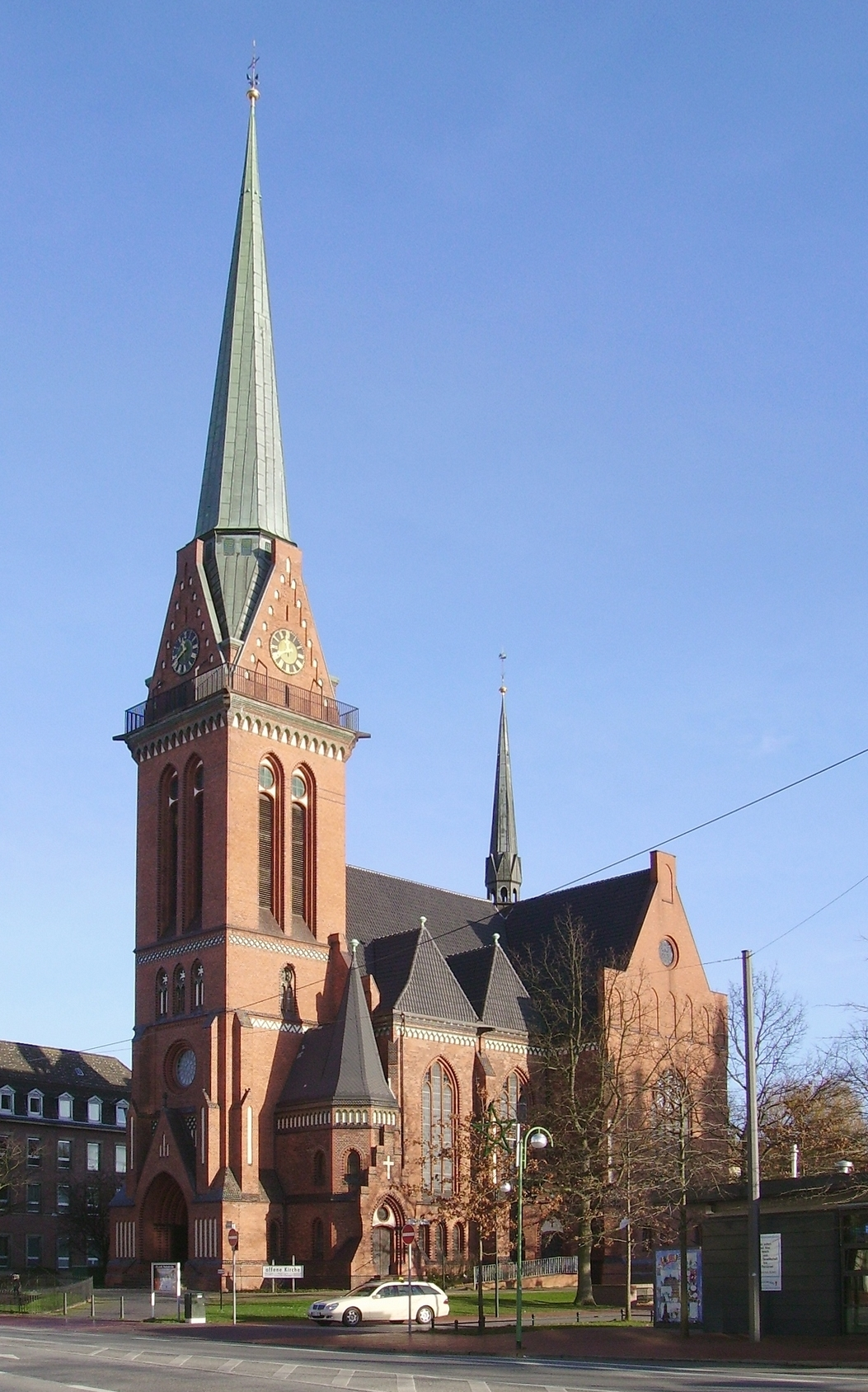
Pauluskirche in Bremerhaven-Lehe

Die Pauluskirche ist ein Kirchenbau in Bremerhaven - Lehe, Hafenstraße 124. Sie ist Pfarrkirche der evangelisch-lutherischen Michaelis- und Pauluskirchengemeinde, die im Jahr 2000 fusionierten. Die Michaeliskirche mit dem Gemeindehaus wurde daraufhin zu einem gemeinsamen Gemeindezentrum umgestaltet.
Das Bauwerk wurde 2002 unter Bremer Denkmalschutz gestellt.

## Geschichte
Die im neugotischen Stil aus roten Backsteinen gebaute Pauluskirche wurde am 19. März 1905 geweiht.
Der Sakralbau wurde 1944 bei den Luftangriffen auf Wesermünde während des Zweiten Weltkrieges fast vollständig zerstört. Am 8. März 1953 eröffnete der hannoverschen Landesbischof Hanns Lilje die wiederaufgebaute Pauluskirche.
Die Altarfenster wurden vom Glasmaler Heinz Lilienthal aus Bremen hergestellt. Die drei mittleren Fenster zeigen Darstellungen des Osterfestes. Auf den beiden äußeren Fenstern sind Darstellungen des schlafenden Jesus im Sturm und das Damaskuserlebnis des Paulus. Das Kruzifix ist aus handgetriebenen Messing von dem Künstler Stuhlmüller aus Hamburg.
Seit 2003 ist in der Pauluskirche ein Kirchencafé eingerichtet. Als Besonderheit gibt es Führungen zu einer Aussichtsplattform auf dem Kirchturm, die über 196 Treppenstufen erreicht wird.

### Orgel
Die Orgel wurde im Jahr 1955 von dem Orgelbauer Paul Ott mit neobarocker Disposition erbaut. Das Instrument hat 37 Register auf drei Manualen und Pedal. Die Spiel- und Registertrakturen sind mechanisch. Im Jahr 2007 restaurierte der Orgelbauer Bartelt Immer das Instrument.
| I Rückpositiv C–g3 |                |       |
| 1.                 | Quintade       | 8′    |
| 2.                 | Koppelflöte    | 8′    |
| 3.                 | Prinzipal      | 4′    |
| 4.                 | Blockflöte     | 4′    |
| 5.                 | Nasat          | 2 ⁄3′ |
| 6.                 | Sesquialter II |       |
| 7.                 | Quinte         | 1 ⁄3′ |
| 8.                 | Siffflöte      | 1′    |
| 9.                 | Scharff III    |       |
| 10.                | Dulzian        | 16′   |
| 11.                | Krummhorn      | 8′    |

| II Hauptwerk C–g3 |                |       |
| 12.               | Quintade       | 16′   |
| 13.               | Prinzipal      | 8′    |
| 14.               | Holzflöte      | 8′    |
| 15.               | Oktave         | 4′    |
| 16.               | Rohrflöte      | 4′    |
| 17.               | Oktave         | 2′    |
| 18.               | Gemshorn       | 2′    |
| 19.               | Quinte         | 2 ⁄3′ |
| 20.               | Mixtur IV–VI   |       |
| 21.               | Terzzimbel III |       |
| 22.               | Trompete       | 8′    |
|                   | Zimbelstern    |       |

| III Brustwerk C–g3 |             |    |
| 23.                | Holzgedackt | 8′ |
| 24.                | Spitzflöte  | 4′ |
| 25.                | Prinzipal   | 2′ |
| 26.                | Tertian     | 2′ |
| 27.                | Zimbel III  |    |
| 28.                | Regal       | 8′ |

| Pedalwerk C–g3 |           |     |
| 29.            | Prinzipal | 16′ |
| 30.            | Subbaß    | 16′ |
| 31.            | Oktav     | 8′  |
| 32.            | Gedackt   | 8′  |
| 33.            | Oktav     | 4′  |
| 34.            | Nachthorn | 1′  |
| 35.            | Posaune   | 16′ |
| 36.            | Trompete  | 8′  |
| 37.            | Cornett   | 2′  |

- Koppeln: II/I, III/I, I/P, II/P

## Kirchengemeinde
Die Ev.-luth. Michaelis-Pauluskirchengemeinde entstand 2000 aus der Paulus- und der Michaeliskirchengemeinde. Sie umfasst das Goethequartier, Teile Twischlehes, große Teile des Klushofs und Buschkämpen. Zu ihr gehört die ehemalige Michaeliskirche von 1962, Goethestraße 65, die heute das Michaeliszentrum mit Gemeinderäumen ist. In diesen Räumen wurde 2022 ein Kolumbarium errichtet, nach Plänen von grube + grube architekten (Bremerhaven).